# 116 f.Kr.

## Händelser

### Efter plats

#### Egypten
- Kleopatra III blir drottning av den Ptolemaiska dynastin.

## Födda
- Varro, romersk författare och vetenskapsman

## Avlidna
- 26 juni – Ptolemaios VIII, farao av Egypten
- Kleopatra II, drottning av Egypten.